# ایج‌اکس
ایج‌اکس (انگلیسی: AgeX) شرکت داروسازی آمریکایی است، که در سال ۲۰۱۷ تأسیس شد.